# Lego Super Heroes
Lego Super Heroes er en produktlinje produceret af den danske legetøjskoncern LEGO, der blev lanceret i 2011. Den indeholder figurer fra både DC Comics og Marvel Comics. De første sæt blev lanceret med DC Comics i slutningen af 2011, mens de første Marvel-sæt blev lanceret i april 2012, samtidig med The Avengers havde premiere.
Udover lego-sættene er der også blevet produceret en række film og computerspil, som f.eks “LEGO Marvel Super Heroes” 1 og 2.
Teamet stoppede i 2019, dog stoppede Legos samarbejde med Marvel og DC ikke, Lego lavede bare separate temaer til disse produktlinjer. Hvilket gjorde det nemmere for køberne at finde rundt i, når de f.eks. ledte efter en bestemt Marvel-superhelts pakker på LEGO.com

## Film

### Marvel
- Lego Marvel Super Heroes: Maximum Overload (2013)
- Lego Marvel Super Heroes: Avengers Reassembled (2015)
- Lego Marvel Super Heroes - Guardians of the Galaxy: The Thanos Threat (2017)
- Lego Marvel Super Heroes - Black Panther: Trouble in Wakanda (2018)
- Lego Marvel Spider-Man: Vexed by Venom (2019)

### DC
- Lego Batman: The Movie – DC Super Heroes Unite (2013)
- Lego DC Comics: Batman Be-Leaguered (2014)
- Lego DC Comics Super Heroes: Justice League vs. Bizarro League (2015)
- Lego DC Comics Super Heroes: Justice League: Attack of the Legion of Doom (2015)
- Lego DC Comics Super Heroes: Justice League: Cosmic Clash (2016)
- Lego DC Comics Super Heroes: Justice League: Gotham City Breakout (2016)
- The Lego Batman Movie (2017)
- Lego DC Comics Super Heroes: The Flash (2018)
- Lego DC Comics Super Heroes: Aquaman: Rage of Atlantis (2018)
- Lego DC Batman: Family Matters (2019)